# Bagels & Bubbels
Bagels & Bubbels is een Nederlandse televisieserie uit 2015. De serie gaat over een bekende superster en een bakkersjongen, die een romance krijgen. De serie is een bewerking van de Israëlische serie Lehiyot Ita (Engelse titel: She's With Me, later hernoemd naar The Baker and The Beauty) uit 2013. Endemol Israël produceerde reeds twee seizoenen van de serie voor Keshet International. De Nederlandse naam geeft het verschil aan tussen de leefwereld van de bakker die bagels bakt en de superster die champagne drinkt..

## Verhaal
Als de beroemde Noa en de onbekende bakkersjongen Rick elkaar leren kennen, ontstaat er een romance tussen de twee. Maar houdt de relatie wel stand tussen de media-aandacht, het jetsetleven van Noa en het simpele leven van Rick?

## Afleveringen
| Nr. | Titel        | Regie             | Scenario                                                | Kijkcijfers | Uitzenddatum  |  |
| --- | ------------ | ----------------- | ------------------------------------------------------- | ----------- | ------------- |  |
| 1 | Aflevering 1 | Pollo de Pimentel | Pauline van Mantgem                                     | 389.000     | 7 april 2015  |  |
| Rick wordt ten huwelijk gevraagd door Vanessa, maar hij twijfelt en zegt 'nee'. Celebrity Noa ziet het allemaal gebeuren en neemt hem mee op sleeptouw door de stad voor een onvergetelijke nacht. |              |                   |                                                         |             |               |  |
| 2 | Aflevering 2 | Pollo de Pimentel | Annelouise van Naerssen (Verboon) & Pauline van Mantgem | 336.000     | 14 april 2015 |  |
| Noa’s manager nodigt Rick uit voor een date met Noa, maar hij krijgt haar tijdens de date amper te spreken.                                                                                        |              |                   |                                                         |             |               |  |
| 3 | Aflevering 3 | Pollo de Pimentel | Pauline van Mantgem                                     | 262.000     | 21 april 2015 |  |
| Na aandringen van haar manager gaat Noa eten met de zoon van een filmproducent. Rick redt Noa op het juiste moment van de jongen, en de twee brengen de nacht samen door.                          |              |                   |                                                         |             |               |  |
| 4 | Aflevering 4 | Esmé Lammers      | Pauline van Mantgem                                     |             | 28 april 2015 |  |
| Noa komt eten bij de familie van Rick en het gezin wil zich perfect voordoen waardoor er ingewikkelde leugens ontstaan. Noa's manager wil dat ze een afspraakje maakt met Boaz, een miljonair.     |              |                   |                                                         |             |               |  |
| 5 | Aflevering 5 | Esmé Lammers      | Pauline van Mantgem                                     |             | 5 mei 2015    |  |
| Rick vraagt Vanessa met hem te trouwen, ondertussen is Noa van de trap gevallen en wordt ze uitgenodigd om met Boaz naar Toscane te gaan.                                                          |              |                   |                                                         |             |               |  |
| 6 | Aflevering 6 | Esmé Lammers      | Pauline van Mantgem                                     |             | 12 mei 2015   |  |
| Er verschijnt een foto van Noa en Rick in de krant, maar zij zijn niet de enigen die met de media-aandacht worden geconfronteerd.                                                                  |              |                   |                                                         |             |               |  |
| 7 | Aflevering 7 | Janice Pierre     | Pauline van Mantgem                                     |             | 19 mei 2015   |  |
| Rick en Noa blijven een dagje samen thuis, maar dit wordt verstoord wanneer de politie langskomt. Vanessa gaat samenwerken met Lex, en breekt Danny nu eindelijk door?                             |              |                   |                                                         |             |               |  |
| 8 | Aflevering 8 |                   |                                                         |             | 26 mei 2015   |  |

## Rolverdeling
| Acteur                | Rol                   |
| --------------------- | --------------------- |
| Egbert-Jan Weeber     | Rick van Langeveld    |
| Bracha van Doesburgh  | Noa Hollander         |
| Halina Reijn          | Vanessa Kremer        |
| Géza Weisz            | Danny van Langeveld   |
| Hans Kesting          | Manager Lex           |
| Jamie Lee van Stralen | Steffie van Langeveld |
| Tanneke Hartzuiker    | Carla van Langeveld   |
| John Buijsman         | Henk van Langeveld    |